# Cruxicheiros
Cruxicheiros – rodzaj teropoda z grupy tetanurów (Tetanurae) żyjącego w środkowej jurze na obecnych terenach Europy. Został opisany w 2010 roku przez Rogera Bensona i Jonathana Radleya w oparciu o niekompletną prawą kość udową (WARMS G15770) pochodzącą z datowanych na wczesny baton osadów formacji Chipping Norton Limestone, w Cross Hands Quarry w hrabstwie Warwickshire. Z lokalizacji typowej opisano także inne skamieniałości, przypuszczalnie należące do tego samego osobnika, co holotyp – kręgi, łuk naczyniowy, fragmentaryczną prawą kość łopatkowo-kruczą, niekompletną lewą kość biodrową, proksymalne zakończenie lewej kości łonowej oraz liczne żebra i fragmenty kości. Cruxicheiros wykazuje trzy cechy typowe dla tetanurów, jednak z powodu niekompletności materiału kopalnego ustalenie jego pozycji filogenetycznej jest utrudnione. Przeprowadzone przez Bensona i Radleya analizy kladystyczne umiejscawiają go jako najbardziej bazalnego tetanura, najbardziej bazalnego megalozauroida lub najbardziej bazalnego neotetanura. Od megalozaura, współczesnego mu teropoda występującego na tych samych terenach, odróżniają go niektóre cechy budowy wyrostków kolczystych, kości łonowej oraz głowy kości udowej. Cruxicheiros różni się od dubrillozaura większą liczbą komór pneumatycznych oraz złączeniem kości kruczej z łopatką. Poekilopleurona odróżnia od Cruxicheiros brak przedniej ostrogi na wyrostkach kolczystych kręgów ogonowych.
Nazwa Cruxicheiros pochodzi od łacińskiego słowa crux („krzyż”) oraz greckiego cheiros („dłoń”) i jest zlatynizowaną nazwą lokalizacji typowej – Cross Hands Quarry. Nazwa gatunkowa gatunku typowego, newmanorum, honoruje rodzinę Newmanów, właścicieli Cross Hands Quarry, którzy udostępnili teren do badań.